# 市川市蔵 (4代目)
四代目 市川 市蔵（よだいめ いちかわ いちぞう、明治元年10月15日（1868年11月28日） - 昭和19年（1944年）8月1日）は関西の歌舞伎役者。屋号は播磨屋。俳名に蝶升。本名は安部 楠松（あべ くすまつ/なんしょう）。初代中村鴈治郎の相手役として活躍した。
大阪北堀江の生まれ。明治10年 (1877)、二代目阪東壽三郎の門人となり阪東豊作を名乗る。明治22年 (1889)  10月には本名の安部楠松を名乗っていたが、明治23年 (1890) 11月角座において四代目市川市蔵を襲名。以降関西歌舞伎において活躍する。
当たり役に『桜鍔恨鮫鞘』（鰻谷）の古手屋八郎兵衛、『夏祭浪花鑑』の一寸徳兵衛、『戀飛脚大和往來・封印切』の八右衛門、『心中天網島・河庄』の孫右衛門などがある。特に八右衛門と孫右衛門は初代鴈治郎の十八番である忠兵衛（封印切）、治兵衛（河庄）の脇を固める重要な役どころで、市蔵はこれを見事に勤めた。口跡に難があり演技面でもうまくなかったといわれているが、一代の名優を助ける名相方として評価を上げたのである。
なお『封印切』はSPレコードの録音版がある。市蔵は八右衛門で、初代鴈治郎の忠兵衛、中村魁車の梅川、三代目中村梅玉のおえんと舞台を勤めており、その芸風を偲ぶことができる。
晩年は関西歌舞伎の長老として重きを成した。
　